# Yunganastes mercedesae
Yunganastes mercedesae es una especie de anfibio anuro de la familia Craugastoridae.

## Distribución geográfica
Esta especie habita entre los 1690 y 1950 m de altitud:
- en Bolivia en la provincia de Chapare en el departamento de Cochabamba y en la provincia de Nor Yungas en el departamento de La Paz.
- en Perú en la provincia de Paucartambo en la región de Cuzco.[4]

## Descripción
El holotipo masculino mide 40.1 mm.

## Etimología
Esta especie lleva el nombre en honor a Mercedes S. Foster.

## Publicación original
- Lynch & McDiarmid, 1987 : Two new species of Eleutherodactylus (Amphibia: Anura: Leptodactylidae) from Bolivia. Proceedings of the Biological Society of Washington, vol. 100, n.º 2, p. 337-346[5]